# 諸沢利彦
諸沢 利彦（もろさわ としひこ、1959年 - ）は東京都杉並区西荻窪出身のカメラマン、演出家。

## 人物
- カメラマンとして数々の作品に関わり、カメラを持った演出家として作品を残している。
- 映画、ドキュメンタリー、ミュージック・ビデオ、テレビ番組など数多くのキャリアを積み上げている。
- 現在、映像制作集団ZERO-SANの代表を務め今も第一線の場で作品を残し続けている。

## 略歴
- 1959年 東京都の西荻窪に生まれる。
- 1983年 映像集団 「夢現社」を作る。
- 1984年 氷室京介の『裸の24時間』を監督。

## 作品

### 映画
- 無防備教室 - 監督 1983年  出演/THE TRASH・浅野ヒロノブ・足立貴枝・萱場忍・坂口一直・額田礼子・堀江愛・安田浩美
- 裸の24時間 - 監督 1984年 出演/氷室京介・藤沼伸一・日野繭子・小林高夫・逸見泰成・安岡力也
- 頭脳警察・万物流転 - プロデュース 1990年
- VOICE (映画) - 監督・脚本 1991年　出演/草尾毅・横山智佐・國府田マリ子
- ファーイースト・ベイビーズ - カメラマン 1993年
- 赤詐欺師　ハメたが勝ち〜名古屋編〜 - 監督・脚本 1995年　出演/ダンカン・真弓倫子
- ROADSIDE2009～2018・全10作品 - 監督

### ミュージック・ビデオ
監督・カメラ 等
- DJ KRUSH
- 泉谷しげる
- 岡本真夜
- 香取慎吾&原由子
- KORNHEAD
- TimeSlip-Rendezvous
- CHARCOAL FILTER
- 浜崎貴司
- FLYING KIDS
- SURFACE
- SOME SMALL HOPE
- THE STREET BEATS
- ジェット機
- 広瀬香美
- BLANKEY JET CITY
- MOOMIN
- ネプチューン
- 極東ファロスキッカー

### TV
- 『WORED CLUB SCENE in U・S・A』NHK BS2 撮影/監督
- DJ HONDA をメインにニューヨークのヒップホップシーンを取材したドキュメンタリー
- 『つながった 世界』 NHK BS-2 〜短編ドラマシリーズ〜
- 『トーキョー#REMIX』 総合演出
- 『DJ KRUSH〜FILE〜』MTV ドキュメント
- DJ KRUSH『漸』TVK ドキュメント
- DJ KRUSH『World Tour2004』TV ドキュメタリー
- 『あなた頑張れ!旅の詩人・須永博士』TV ドキュメンタリー
- 「iD」テレビ朝日 〜一分間の人間ドキュメント〜全30話